# Jali (Berg)
Der Jali bzw. Mont Jali ist ein 2000 m hoher Berg in Ruanda, der im Distrikt Gasabo der Hauptstadtprovinz Kigali liegt. Auf dem Berg wurde 2007 in Partnerschaft mit den Stadtwerke Mainz AG das Photovoltaik-Kraftwerk Kigali Solaire mit einer Leistung vom 250 kW errichtet. Zum Zeitpunkt der Fertigstellung war es die größte Photovoltaik-Anlage Afrikas.
Der Berg ist von zunehmender Entwaldung betroffen, die Erosion und Überschwemmungsrisiken am Fluss Nyabugogo und dem dazwischen gelegenen Sektor Gatsata verstärkt.